# Pico de San Gabriel
Pico de San Gabriel es una cumbre de la sierra de San Gabriel en California. Fue nombrado por el Servicio Geológico de Estados Unidos en 1894 y está localizado en el bosque nacional de Ángeles. Inicialmente se llamaba The Commodore (en español: El Comodoro) en honor al comodoro Perry Switzer.

## Nombre
El nombre se deriva de la Misión del Santo Príncipe el Arcángel, San Gabriel de los Temblores. De esta misión se habían derivado los nombres del río de San Gabriel y el cañón de San Gabriel, el valle de San Gabriel y el nombre de la misma sierra.
La empinada fachada sur cae aproximadamente 1000 pies (304,8 m) al centro de un anfiteatro en la parte superior del cañón de Eaton , formando una de las pendientes empinadas más grandes en el occidente de la sierra de San Gabriel.